# Dalston
Dalston är en by och en civil parish i Cumbria, England. Orten har 2 643 invånare (2001). Den har ett slott.